# Nuncjatura Apostolska w Kostaryce
Nuncjatura Apostolska w Kostaryce – misja dyplomatyczna Stolicy Apostolskiej w Republice Kostaryki. Siedziba nuncjusza apostolskiego mieści się w San José.
Nuncjusz apostolski pełni tradycyjnie godność dziekana korpusu dyplomatycznego akredytowanego w Kostaryce od momentu przedstawienia listów uwierzytelniających.

## Historia
Delegatura Apostolska w Kostaryce, Nikaragui i Hondurasie powstała w XIX w. W 1917 papież Benedykt XV podniósł ją do rangi internuncjatury apostolskiej. W 1922 zmieniła ona nazwę na Internuncjatura Apostolska w Kostaryce, Nikaragui, Hondurasie i Salwadorze, a w 1926 na Internuncjatura Apostolska Ameryki Środkowej. 30 września 1933 papież Pius XI podniósł ją do rangi nuncjatury apostolskiej i zmienił nazwę na Nuncjatura Apostolska w Kostaryce, Nikaragui i Panamie. Od 1938 przedstawicielstwo nosi obecną nazwę.

## Przedstawiciele papiescy w Kostaryce

### Delegaci apostolscy
- abp Luigi Clementi (1851 - 1861) Włoch; jednocześnie delegat apostolski w Meksyku
- abp Serafino Vannutelli (1869 - 1875) Włoch; jednocześnie delegat apostolski w Ekwadorze, Gwatemali, Hondurasie, Kolumbii, Nikaragui, Peru, Salwadorze i w Wenezueli
- abp Mario Mocenni (1877 - 1882) Włoch; jednocześnie delegat apostolski w Ekwadorze, Gwatemali, Hondurasie, Kolumbii, Nikaragui, Peru i w Wenezueli
- ks. Teodoro Valfré di Bonzo (1884 - 1885) Włoch
- abp Giovanni Cagliero SDB (1908 - 1915) Włoch

### Internuncjusze apostolscy
- abp Giovanni Battista Marenco SDB (1917 - 1921) Włoch
- abp Angelo Rotta (1922 - 1925) Włoch
- abp Giuseppe Fietta (1926 - 1930) Włoch
- abp Carlo Chiarlo (1932 - 1933) Włoch

### Nuncjusze apostolscy w Kostaryce
- abp Carlo Chiarlo (1933 - 1941) Włoch; jednocześnie nuncjusz apostolski w Panamie i Nikaragui
- abp Luigi Centoz (1941 - 1952) Włoch; jednocześnie nuncjusz apostolski w Panamie i do 1947 w Nikaragui
- abp Paul Bernier (1952 - 1955) Kanadyjczyk; jednocześnie nuncjusz apostolski w Panamie
- abp Giuseppe Maria Sensi (1955 - 1957) Włoch
- abp Gennaro Verolino (1957 - 1963) Włoch
- abp Paolino Limongi (1963 - 1969) Włoch
- abp Angelo Pedroni (1969 - 1975) Włoch
- abp Lajos Kada (1975 - 1984) Węgier; od 1980 jednocześnie nuncjusz apostolski w Salwadorze
- abp Pier Giacomo De Nicolò (1984 - 1993) Włoch
- abp Giacinto Berloco (1993 - 1998) Włoch
- abp Antonio Sozzo (1998 - 2003) Włoch
- abp Osvaldo Padilla (2003 - 2008) Filipińczyk
- abp Pierre Nguyễn Văn Tốt (2008 - 2014) Wietnamczyk
- abp Antonio Arcari (2014 - 2019) Włoch
- abp Bruno Musarò (2019 - 2023) Włoch
- abp Mark Miles (od 2024) Gibraltarczyk